# Pseudophaloe xiphydria
Pseudophaloe xiphydria är en fjärilsart som beskrevs av Hans Zerny 1928. Pseudophaloe xiphydria ingår i släktet Pseudophaloe och familjen björnspinnare. Inga underarter finns listade.